# Zjednoczone Emiraty Arabskie na letnich igrzyskach olimpijskich
Reprezentanci Zjednoczonych Emiratów Arabskich występują na letnich igrzyskach olimpijskich nieprzerwanie od 1984 roku. Najmłodszym zawodnikiem reprezentującym Zjednoczone Emiraty Arabskie był Obaid Al-Rumaithi (16 lat), który brał udział w zawodach pływackich podczas igrzysk w Seulu. Najstarszym zawodnikiem był jak dotąd jedyny złoty medalista z tego kraju – Ahmad Al Maktoum (44 lata), który startował w strzelectwie podczas igrzysk w Pekinie.

## Klasyfikacje medalowe

### Klasyfikacja według igrzysk
| Miejsce             |   |   |   | Razem |
| ------------------- | - | - | - | ----- |
| 1984 Los Angeles    | 0 | 0 | 0 | 0     |
| 1988 Seul           | 0 | 0 | 0 | 0     |
| 1992 Barcelona      | 0 | 0 | 0 | 0     |
| 1996 Atlanta        | 0 | 0 | 0 | 0     |
| 2000 Sydney         | 0 | 0 | 0 | 0     |
| 2004 Ateny          | 1 | 0 | 0 | 1     |
| 2008 Pekin          | 0 | 0 | 0 | 0     |
| 2012 Londyn         | 0 | 0 | 0 | 0     |
| 2016 Rio de Janeiro | 0 | 0 | 1 | 1     |
| 2020 Tokio          | 0 | 0 | 0 | 0     |
| RAZEM               | 1 | 0 | 1 | 2     |

### Klasyfikacja według dyscyplin sportowych
| Dyscyplina  | Złoto | Srebro | Brąz | Razem |
| ----------- | ----- | ------ | ---- | ----- |
| Judo        | 0     | 0      | 1    | 1     |
| Strzelectwo | 1     | 0      | 0    | 1     |
| Razem       | 1     | 0      | 1    | 2     |

### Pozycje w klasyfikacjach medalowych
| IO      | Uczestnicy | Miejsce |
| ------- | ---------- | ------- |
| IO 1984 | 140        | –       |
| IO 1988 | 153        | –       |
| IO 1992 | 173        | –       |
| IO 1996 | 197        | –       |
| IO 2000 | 199        | –       |
| IO 2004 | 201        | 54.     |
| IO 2008 | 204        | –       |
| IO 2012 | 204        | –       |
| IO 2016 | 207        | 78.     |

## Statystyki

### Liczba reprezentantów według igrzysk
| IO      | Dyscypliny | Konkurencje | Uczestnicy | Uczestnicy | Uczestnicy |
| IO      | Dyscypliny | Konkurencje | Mężczyźni  | Kobiety    | Razem      |
| ------- | ---------- | ----------- | ---------- | ---------- | ---------- |
| IO 1984 | 1          | 8           | 7          | 0          | 7          |
| IO 1988 | 2          | 15          | 12         | 0          | 12         |
| IO 1992 | 3          | 19          | 13         | 0          | 13         |
| IO 1996 | 4          | 4           | 4          | 0          | 4          |
| IO 2000 | 3          | 5           | 4          | 0          | 4          |
| IO 2004 | 3          | 5           | 4          | 0          | 4          |
| IO 2008 | 7          | 9           | 6          | 2          | 8          |
| IO 2012 | 6          | 9           | 24         | 2          | 26         |
| IO 2016 | 6          | 6           | 9          | 4          | 13         |
| IO 2020 | 5          | 4           | 5          | 0          | 5          |
| RAZEM   | RAZEM      | RAZEM       | 88         | 10         | 98         |

### Liczba reprezentantów według dyscyplin
| Dyscyplina           | Mężczyźni | Kobiety | Razem |
| -------------------- | --------- | ------- | ----- |
| Jeździectwo          | 0         | 1       | 1     |
| Judo                 | 5         | 0       | 5     |
| Kolarstwo            | 10        | 0       | 10    |
| Lekkoatletyka        | 16        | 1       | 17    |
| Piłka nożna          | 18        | 0       | 18    |
| pływanie             | 12        | 0       | 12    |
| Podnoszenie ciężarów | 5         | 0       | 5     |
| Strzelectwo          | 10        | 0       | 10    |
| Taekwondo            | 0         | 1       | 1     |
| Żeglarstwo           | 1         | 0       | 1     |
| RAZEM                | 81        | 6       | 87    |